# Bibi Blocksberg und das Geheimnis der blauen Eulen
Bibi Blocksberg und das Geheimnis der blauen Eulen (no Brasil, Bibi, A Bruxinha 2 - O Segredo das Corujas Azuis; em Portugal, Bibi Blocks Berg e o Segredo das Corujas Azuis) é um filme de comédia/aventura alemão, continuação do filme Bibi Blocksberg.

## Sinopse
A bruxinha Bibi tem praticado demais suas magias, mas dedicado pouco tempo aos estudos. Diante de notas catastróficas, ela é enviada para uma escola especial durante as férias de verão.
Muita lição de casa e uma colega de quarto insuportável, deixam Bibi chateada, mas ela logo faz amizades com Elea, uma colega de classe paraplégica. A pequena bruxa descobre o poder de uma coruja azul, que pode curar sua nova amiga, e parte atrás deste mistério sem saber que a bruxa má Rabia planeja fugir da prisão para persegui-la.
Com efeitos especiais sensacionais, este é um filme para toda a família.

## Feitiço
- Bruxex: No primeiro filme é usado um outro tipo de encantamento, neste é usado o Bruxex, com essa palavra ela pode fazer milhares de coisas.

- Feitiço para voar: Eini meini vira-latas, voe purê-de-batatas Hex Hex!

## Elenco
- Sidonie von Krosigk - Bibi Blocksberg
- Marie-Louise Stahl - Elea
- Corinna Harfouch - Rabia
- Katja Riemann - Barbara Blocksberg
- Ulrich Noethen - Bernhard Blocksberg
- Monica Bleibtreu - Walpurgia
- Edgar Selge - Quirin Bartels
- Nina Petri - Tante Lissy
- Anja Sommavilla - Schubia
- Elea Geissler - Arkadia
- Frederick Lau - David
- Elisa Becker - Carina
- Theresa Schwierske - Sarah
- Danne Hoffmann - Frau Jahn
- Henning Vogt - Herr Hulkovic